# Dendropsyche golbachi
Dendropsyche golbachi är en fjärilsart som beskrevs av Köhler 1977. Dendropsyche golbachi ingår i släktet Dendropsyche och familjen säckspinnare. Inga underarter finns listade i Catalogue of Life.